# 陈扬 (主持人)
陈扬（1954年7月30日—），中国广东陆丰人。电台、电视台节目主持人，资深媒体评论人。其以言辞犀利、作风强硬、形象亲民、热爱广州而著称，深受广州市民欢迎，与郑达、何浩鹏、林颐并称为广东广播界的“四大名嘴”。

## 生平
陈扬1954年于广州陆军医院出生，其父母都是解放广州的军队成员，祖籍不在广州。陈扬高中毕业后在师范学校进修2年，到花县（现广州花都区）芙蓉嶂中学当了5年教师（故被称作陈Sir、陳老師）。后来到广州市第九十九中学教导处工作，随后到电台工作。1981年起转到广东电台佛山记者站工作了15年。回廣州後主持珠江经济广播电台的《心靈地圖》節目，至2004年開始兼任广州电视台新闻频道主持《新闻日日睇》节目至2009年1月，借此亦迅速走红。
2009年1月3日，陈扬离开《新闻日日睇》节目组，暂时放下节目主持人工作。期间，曾经出任佛山电台节目《双城的天空》监制，同时为《南方都市报》和《羊城晚报》撰写专栏《陈Sir扬言》及《羊城风月》。
2010年1月11日，在告别主持人岗位373天后，陈扬正式复出，担任羊城交通广播电台《晚安，珠三角》节目主持人。
除了广播电视节目主持以及报章评论员，陈扬亦有许多业余爱好，而他的许多爱好也紧跟时代转变，有的甚至融入他的节目制作使受众群体进一步扩大。例如他曾在电台节目中透露他是广州第一批网民，在1990年代初便使用当时在中国大陆还不太常用的电子邮件；在主持《心灵地图》节目时会读出听众用手机短信发来的留言；到现在主持《晚安，珠三角》节目时又会读出听众在新浪微博上的留言与听众进行互动。陈扬同时也是一名业余无线电爱好者，拥有自己的无线电呼号：BG7MAW，多次组织并参与珠三角各地的业余无线电活动。近年来，陈扬更会展现他在文艺领域的一些才华，例如与广东电台主持人林颐、郑达、何浩鹏合办栋笃笑节目“四大名嘴嘴对嘴”。

## 个人经历
- 1981年，广东人民广播电台记者；同年，担任广州电台《新闻之窗》节目主持人；
- 1985年，广东电视台《事事关心》外景主持人；
- 1994年，珠江经济广播电台《天才DJ，天才SHOW》节目主持人；
- 1996年，广东电台城市之声《真，真，真，真在六十分》、《真的星空》、《夜行人》节目主持人；
- 2002年，珠江经济广播电台《夜色无痕》节目主持人；
- 2003年，珠江经济广播电台《心灵地图，珠三角生活态度》节目主持人；
- 2004年起，广州电视台新闻频道《新闻日日睇》节目主持人。但期间被多次替换。
- 2005年6月3日，陈扬因穿黑西装播报节目后在屏幕上消失，曾经传出“下课”消息。
- 2007年7月，陈扬再次从屏幕消失十几天后再度出现时，他自己解释是出外度假。
- 2008年5月7日，担任2008年夏季奥林匹克运动会广州站火炬接力第134号火炬手。[6]
- 2008年5月24日，远赴四川运送广州市民的物资。
- 2009年1月4日，有报道指广州电视台接获上级指示，要求加强新闻管理，强化正面舆论引导整肃，之后《新闻日日睇》被整顿。之前一直担任主持的陈扬亦突然不知去向。其后，网上盛传陈扬已被解僱，而广州的新闻界也确认他已暂时被冻结，原因不明。消息称，陈扬已经被暗中撤职，被要求不再插手该栏目的任何事物，而他被解雇原因有二个可能，一是由于对《信息时报》一篇题为“不折腾译法难倒国际媒体”的评论有关。二是与广州没有申请到“文明城市”称号有关。另外也有消息指在2008年12月31日晚上，电视台新闻频道就已经接到上级指示要求砍掉三次节目重播。[7][8][9]1月7日，广东电视台记者梁宇在其博客中称，陈扬已经与广州电视台约满，将不会续约。[10] 不过，当局却在1月9日开始封锁消息，将有关陈扬被解雇的留言全部删除。[11] 而在广州各处街头上，就出现许多“广州撑你”（意为广州支持你）的陈扬海报。
- 2009年3月29日，陈扬现身广州市越秀区文明路市一宫，与广佛两地多家电台、电视台的“名嘴”共同启动由佛山电台牵头开设的“广州第一直播室”，在新节目《双城的天空》担任监制，正式加盟佛山电台。有记者问到关于他在《新闻日日睇》几次“消失”的往事时，陈扬说：“我只想说‘人在干，天在看。’成功也好，失败也好，我希望过去能画上句号，现在重新开始生活。”[12]
- 2009年7月7日，加入《南方都市報》，於《廣州讀本－早茶》開設專欄《陳Sir揚言》，發表社會民生，時事評論的每日一評。
- 2009年12月15日，加入《羊城晚报》，开设专栏《羊城风月》。
- 2010年1月11日，于羊城交通广播电台复出节目主持工作，担任《晚安，珠三角》节目主持人。
- 2010年2月26日，《羊城晚报》至此日后用《大城小议》栏目取代陈扬的专栏《羊城风月》。
- 2010年5月3日，首次涉足栋笃笑行当，与广东电台另外三名著名节目主持人林颐、郑达、何浩鹏于广州中山纪念堂演出节目“四大名嘴嘴对嘴”。
- 2010年7月8日，受聘于广东电视台公共频道任高级顾问，并主持美食节目《食尽南番顺》。[13]
- 2010年10月8日，成为广东电视台公共频道《求其是但生活空间》主持人[5]。
- 2011年1月7日，《求其是但生活空间》自此日起停播。
- 2011年8月9日，陳揚在其本人新浪微博宣布受聘成為香港卫视节目主持人[5]，直到2012年8月16日[14]。
- 2015年8月，陈扬重返广州台，主持《广州跑男》节目（与浙江卫视奔跑吧兄弟没有任何关系）。[15]

## 家庭
女儿陈星，为艺术工作者；與前南方卫视《城事特搜》节目主持人、政協委員陳星同名同姓。

## 軼事
羊城交通廣播電台台慶和陳揚生日同為7月30日。

## 争议
陈扬于2016年8月8日在新浪微博发表文章《我為什麼要普語粵語雙語直播》，解释其为什么要在个人网络直播平台上使用普通话和粤语双语。因其观点与从前主持人时期大相径庭，招致粤语地区网友的质疑和批评。